# Doraemon: Tokimeki Solar kurumaniyon
Doraemon: Tokimeki Solar kurumaniyon è un cortometraggio del 1992, realizzato in tecnica mista, inedito in Italia.

## Trama
Il cortometraggio si propone di illustrare l'utilità del Sole e il funzionamento delle automobili solari, sia tramite alcune canzoni che mediante immagini provenienti da Doraemon - The movie: Il Regno delle Nuvole. Non è quindi un'altra avventura di Doraemon, bensì un approfondimento al film.

## Musica
Il cortometraggio si compone di due canzoni:
| Titolo della canzone | Titolo della canzone | Composizione della Band | Composizione della Band            | Composizione della Band |
| Titolo romaji        | Titolo kanji         | Compositore             | Arrangiatore                       | Cantante                |
| -------------------- | -------------------- | ----------------------- | ---------------------------------- | ----------------------- |
| Stars of Harmony     | 星星的和聲           | Yuko Hara               | Takeshi Kobayashi                  | Yuko Hara               |
| Tokyo Love Call      | 東京Love Call        | Kuwata Keisuke          | Takeshi Kobayashi & Kuwata Keisuke | Yuko Hara               |

Il cortometraggio non è stato doppiato in giapponese, quindi sono presenti solo le due canzoni, che dividono l'opera in due parti tematiche.

## Distribuzione
Il cortometraggio è stato distribuito nei cinema giapponesi il 7 marzo 1992, insieme a Doraemon - The movie: Il Regno delle Nuvole.